# Argyrolepidia palaea
Argyrolepidia palaea là một loài bướm đêm trong họ Noctuidae.